# Кречів
Кречі́в — село в Україні, у Литовезькій сільській громаді Володимирського району Волинської області. Населення становить 269 осіб.

## Географія
Село розташоване на правому березі Західного Бугу.

## Історія
У 1906 році село Хотячівської волості Володимир-Волинського повіту Волинської губернії. Відстань від повітового міста 31 верст, від волості 21. Дворів 50, мешканців 311.
Після ліквідації Іваничівського району 19 липня 2020 року село увійшло до Володимир-Волинського району.

## Населення
Згідно з переписом УРСР 1989 року чисельність наявного населення села становила 328 осіб, з яких 136 чоловіків та 192 жінки.
За переписом населення України 2001 року в селі мешкало 310 осіб.

### Мова
Розподіл населення за рідною мовою за даними перепису 2001 року:
| Мова       | Відсоток |
| ---------- | -------- |
| українська | 99,03 %  |
| білоруська | 0,32 %   |
| молдовська | 0,32 %   |
| російська  | 0,32 %   |